# Columbia (Alabama)
Columbia és una població dels Estats Units a l'estat d'Alabama. Segons el cens del 2000 tenia 804 habitants.

## Demografia
Segons el cens del 2000, Columbia tenia 804 habitants, 344 habitatges, i 226 famílies. La densitat de població era de 79 habitants/km².
Dels 344 habitatges en un 27,9% hi vivien nens de menys de 18 anys, en un 49,4% hi vivien parelles casades, en un 12,2% dones solteres, i en un 34,3% no eren unitats familiars. En el 33,7% dels habitatges hi vivien persones soles el 18,9% de les quals corresponia a persones de 65 anys o més que vivien soles. El nombre mitjà de persones vivint en cada habitatge era de 2,34 i el nombre mitjà de persones que vivien en cada família era de 2,98.
Per edats la població es repartia de la següent manera: un 25,7% tenia menys de 18 anys, un 6,5% entre 18 i 24, un 24% entre 25 i 44, un 22,1% de 45 a 60 i un 21,6% 65 anys o més.
L'edat mediana era de 41 anys. Per cada 100 dones hi havia 87,9 homes. Per cada 100 dones de 18 o més anys hi havia 84,3 homes.
La renda mediana per habitatge era de 27.500 $ i la renda mediana per família de 36.339 $. Els homes tenien una renda mediana de 29.821 $ mentre que les dones 18.393 $. La renda per capita de la població era de 15.248 $. Aproximadament el 12,3% de les famílies i el 18% de la població estaven per davall del llindar de pobresa.

## Poblacions més properes
El següent diagrama mostra les poblacions més properes.